# انریک اوکر
انریک اوکر (کاتالونیایی: Enric Auquer؛ زادهٔ ۲۸ اوت ۱۹۸۸) بازیگر اهل اسپانیا است. وی از سال ۲۰۰۹ میلادی تاکنون مشغول فعالیت بوده است. او از کودکی مبتلا به اختلال کم‌توجهی-بیش‌فعالی و بنا به گفتهٔ خودش، بازیگری تئاتر و سینما کمک قابل ملاحظه‌ای به کنترل بیماری او نموده است. وی بابت نقش‌آفرینی‌هایش برندهٔ جوایزی چون جایزه گویای بهترین بازیگر جدید، جایزه فروس، جایزهٔ حلقه نویسندگان سینمایی و جایزه اُنداس شده است.
از فیلم‌ها یا برنامه‌های تلویزیونی که وی در آن نقش داشته است، می‌توان به بگو چطور شد، چشم در برابر چشم و من وایرال شده‌ام اشاره کرد.